# 1554
1554. је била проста година.